# EbXML
ebXML (ang. electronic business XML) – ramy projektowe dla opartego na XML słownika dla transakcji biznesowych. ebXML powstał na podstawie prac Centrum Ułatwień dla Handlu i Biznesu Elektronicznego przy ONZ, UN/CEFACT. Dostarcza reguł do modelowania zdarzeń o charakterze biznesowym, zawierających niezbędne definicje składników oprogramowania.
ebXML został zaprojektowany dla ułatwienia ogólnej wymienności danych i ułatwienia przechodzenia od starszych schematów wymiany danych, takich jak EDI, do Internetu. Specyfikacje ebXML są sponsorowane przez OASIS i UN/CEFACT.